# كاظم الخليل
كاظم إسماعيل الخليل (1902-1990)، سياسي من جنوب لبنان (جبل عامل)، وزير في عدة حكومات لبنانية، ونائب لأكثر من دورة نيابية، من مؤسسي حزب الوطنيين الأحرار ومن عرابي الحلف الثلاثي اللبناني.

## ولادته وأسرته
- وُلد في مدينة صور (جنوب لبنان)، وذلك في العام 1902 ميلادي.
- والده : إسماعيل الخليل.
- أخوه: الدكتور سعد الله الخليل مدير مستشفى صور عام 1937 ميلادي.
- زوجته: مزين حيدر.
- ابنه: السفير خليل كاظم الخليل.
- باقي أبنائه: عبد الكريم، مهى، ناصر وميرا

## دراسته
- تلقى علومه الأولى في مدرسة الفرير في صيدا.
- تلقى علومه الثانوية في الجامعة الأمريكية في بيروت.

درس الحقوق في كلية دمشق وتخرج عام 1931.

## عمله
- بدأ بممارسة مهنة المحاماة منذ العام 1931 ميلادي في مدينة صور.
- عام 1933 عين قاضيا منفردا في الدامور وهو أول قاضٍ من مدينة صور.
- عام 1936 ميلادي تم تعيينه كقاضٍ منفرد في مدينة طرابلس شمال لبنان.

## في السياسة

### النيابة
- بعد وفاة والده الحاج إسماعيل الخليل دخل المعترك السياسي وانتخب نائبا في العام 1937 ميلادي، في عهد الانتداب الفرنسي.
- أعيد انتخابه في دروة العام 1943 ميلادي، والعام 1953 ميلادي والعام 1957ميلادي.
- انتخب نائبا مجددا في العام 1972 ميلادي وبقي نائبا حتى وفاته بفعل التمديد الذي حصل للمجلس النيابي وذلك بسبب الحرب الأهلية اللبنانية.
- انتخب نائبا لرئيس المجلس النيابي عام 1946.
- عُيّن عضوا في لجان المجلس النيابي التالية: الإدارة والعدل، الزراعة، الصحة، السياحة والاصطياف، الاقتصاد والتربية.

### الوزارة
- عٌُيّن وزيرا للزراعة ووزيرا للصحة في العام 1953 في حكومة الرئيس عبد الله اليافي.
- عٌُيّن وزيرا للزراعة ووزيرا للصحة والإسعاف في العام 1954 في حكومة الرئيس عبد الله اليافي.
- عٌُيّن وزيرا للشؤون الاجتماعية ووزيرا للهاتف والبريد والبرق في العام 1955 في حكومة الرئيس رشيد كرامي.
- عٌُيّن وزيرا للزراعة ووزيرا للاقتصاد والتصميم في العام 1957 في حكومة الرئيس سامي الصلح.
- عٌُيّن وزيرا للاقتصاد الوطني في آذار من العام 1958 في حكومة الرئيس سامي الصلح.
- عٌُيّن وزيرا للعمل والشؤون الاجتماعية في العام 1972 في حكومة الرئيس صائب سلام.
- عٌُيّن وزيراللعدل في نيسان من العام1973 في حكومة الرئيس أمين الحافظ دون أن تمثل الحكومة أمام البرلمان.
- عٌُيّن وزيراللعدل في ايار من العام 1973 في حكومة الرئيس تقي الدين الصلح.

## من أعماله الخدماتية
- أسس الجمعية الخيرية الاجتماعية عام 1937 ميلادي.
- أسس مستشفى صور بإدارة أخيه الدكتور سعد الله الخليل.
- سعى لوصل التيار الكهربائي إلى مدينة صور خلال فترات نيابته عن المدينة.
- عمل على جرّ مياه برك رأس العين إلى صور.
- ساهم في تأسيس المجلس الإسلامي الشيعي الأعلى.
- عام 1963 ساهم في تشييد مستشفى صورالحكومي وكان حينها وزيرا للصحة.

## نشاطه السياسي
- كان مقربا من الرئيس كميل شمعون
- شارك في تأسيس حزب الوطنيين الأحرار
- انتخب نائبا لرئيس حزب الوطنيين الأحرار عام 1968 ميلادي.
- كان من عرابي الحلف الثلاثي الشهير عام 1968 ميلادي الذي قام بين احزاب الكتائب والكتلة الوطنية والوطنيين الأحرار.
- شارك في مؤتمر الطائف وكانت له مساهمات تشريعية بارزة.

## وفاته
توفي في باريس في 22 نيسان من العام 1990 ميلادي، ودُفن في مقام السيدة زينب في دمشق.

## وصلات خارجية
ترجمة مختصرة لكاظم الخليل في موقع يا صور